# Холандски врт
Холандски врт се првенствено односи на вртове у Холандији, али такође, углавном и у земљама енглеског говорног подручја; то су различите врсте вртова за које се традиционално сматра да су у холандском стилу, што је претпоставка коју су историчари вртова много оспоравали последњих деценија. Историјски гледано, баште у Холандији су углавном пратиле трендове из суседних земаља, али од раног модерног периода, холандски вртови су били карактеристични по ширем спектру биљака доступних у остатку Европе северно од Алпа, и нагласку на појединачним примерцима биљака, често ретко засађеним у леје. У 17. веку и у 18. веку, Холанђани су доминирали у издавању ботаничких књига и успоставили веома јаку позицију у сађењу и узгоју баштенских биљака, коју и данас задржавају. Можда су се одликовали и по ефикасном коришћењу простора, а у великим примерима и по употреби топијара (скулптуралног жбуња и дрвећа) и малих „канала“, дугих танких, правоугаоних вештачких водених површина. Када се тврди да постоји изразито „холандски“ стил, то се углавном односи на формалне стилове у великим баштама у другом делу 17. века, који се протежу на неколико деценија.
Пошто је Холандија једна од најгушће насељених земаља, баште су углавном мале и пошто су куће постављене једна поред друге, нема много светла. Од 19. века па надаље, холандски вртови су се прилагођавали ширим трендовима, углавном из Енглеске и Француске. Холандски вртови су релативно мали и имају тенденцију да буду "самостални и интроспективни", са мање везе са ширим пејзажом у околини. Од касног 18. века па надаље, многи или већина великих вртова у Холандији усвојили су континенталну верзију енглеског пејзажног баштенског стила, барем за подручја изван непосредне близине куће. Ту су и многе шумске баште из касног 19. и почетка 20. века.
Историја вртова у "холандском стилу" изван Холандије можда почиње у 17. веку. С једне стране, они су концентрисани на излагање примерака биљака, у почетку често увезених из Холандије. У већим баштама често се налазе канали и топијари. Међутим, обе ове карактеристике су могле бити увезене у Холандију из Француске, а њихов изглед у Енглеској је можда био из једне или обе земље. Зимзелене живе ограде, а не оне од листопадних врста као што је граб, такође су виђене као карактеристичан холандски стил од 17. века. Давид Жак, у раду из 2002. под називом „Ко зна шта је холандски врт?“, закључује да опис никада није био тачан и „Време је да историчари енглеског баштенског стила избегавају етикете као што је „холандски“.
Правоугаоне цветне баште, често благо слојевите, а сада богато засађене, сматране су „холандским“. Сваки врт са великим бројем лала такође се лако означава као холандски врт.

## Холандски стил
Вртови палате Хет Лоо, коју је поставио ученик Ле Нотра под Вилијамом III Оранским, били су највећа холандска верзија француске формалне баште, у стилу Версајске баште; последњих деценија делимично су враћени овом стилу, са разрађеним партерима. Али за њих се не може рећи да су типични за холандски стил.
Чак су и највеће холандске баште из 17. века мале у поређењу са њиховим француским и енглеским еквивалентима, али често комбинују исти скуп елемената. Вредност земљишта је била висока, а Холанђани су сматрали да им сметају јаки ветрови, као и  превелика количина воде, што је диктирало стил са језерцима, каналима и живим оградама.
Мали модерни холандски вртови имају тенденцију да користе много луковица, а често и патуљасте четинаре у немачком стилу.

## Холандски утицај у Енглеској
У Енглеској је холандски утицај постао јак у периоду након што је холандски краљ Вилијам III Орански дошао на престо 1689. преко своје жене; обоје су били заинтересовани за баштованство. Вестбери Корт Гарден, који је сада пажљиво враћен у свој дизајн око 1700. године, можда је најбољи пример холандског стила за велику кућу у Енглеској.
Рестаурација у Вестбери Корту је подстакла дискусију међу енглеским историчарима баште о томе шта је представљало историјску „холандску башту“, и које су заправо холандске типичне карактеристике које им се приписују. Кристофер Хаси повезао је холандски стил не толико са топијаром, који су многи ранији писци сматрали дијагностичким, колико са каналима, наводећи Вестбери Корт као главни пример, примећује Давид Жак. Слично је Мајлс Хедфилд сматрао да је „суштина холандских верзија била да тло буде подношљиво равно, са обиљем воде“. Касније, Хедфилд није нашао "ни најмањи наговештај" холандске везе у Вестбери Корту. Називање формалних вртова у Енглеској „холандским“ донекле је избегало оптужбу да су заправо у стилу који је у суштини био француски, у време ратова између Енглеске и Француске.
Чак и у Енглеској, холандски уметници су у потпуности доминирали новим популарним жанром слика и графика сеоских кућа и њихових вртова од око 1660. до 1730-их.
Холандски врт је био опис дат одређеној врсти правоугаоног простора за цвеће, често ограђеног живицом или зидовима, чак и ако је део веће баште или парка. Према холандској верзији француске формалне баште, овај простор би био распоређен на високо култивисан и геометријски, често симетричан начин, обликован од засада обојеног цвећа, оригинално веома добро распоређеног по савременим стандардима, и оивичен  густим и ошишаним шибљем, или ниским зидовима (понекад у геометријским шарама), а понекад и са површинама вештачке воде, са фонтанама и вододеринама, које су такође биле распоређене у симетричној структури.
Посебна холандска карактеристика је koepel или павиљон, углавном изграђен од цигле и подигнут да пружа поглед на башту. Вестбери Корт и Хемптон Корт имају примере на два спрата, од којих је кућа за банкете Хемптон Корта коју је дизајнирао Вилијам Талман за Вилијама III, са једне стране са погледом на низ од три правоугаоне баштенске собе за цвеће, а са друге на реку Темзу.
Касније, у Енглеској је термин коришћен за цветне баште које су сађене унутар геометријског оквира. Цветне леје и водене површине биле би испресецане геометријским стазама, како би се омогућило ходање по башти без оштећења ниједне од њених карактеристика. Пример, који сада није засађен у аутентичном стилу, може се наћи поред Кенсингтонске палате, јужно од оранжерије. Тајна башта у палати Хемптон Корт обновљена је последњих деценија у аутентичнијој верзији стила око 1700. године, када је засађена под Вилијамом III. За разлику од много већег Версајског врта Луја XIV, ово је било доступно само малој групи дворјана. Други пример, мање амбициозан, је у Кландон Парку у Сарију. Холандска башта је својом геометријом и формалношћу била у супротности са  баштом викендица, коју у свом модерном облику карактерише трава, кривудаве и асиметричне стазе (ако их има) и замагљивање линија између цвећа и траве омогућавањем да жбуње расте преко граница цветне леје.
Како је стил енглеског пејзажног врта заживео средином 18. века, ова ознака је почела да се примењује у „погрдном” смислу на формалне баште уопште. Френсис Ковентри, свештеник и писац, у свом чланку из часописа из 1753. рекао је да је Вилијам Кент спасао енглеске баште од „холандског апсурда“. Ричард Овен Кембриџ је 1755. написао да је „холандски“ стил „више од пола века деформисао лице природе у овој земљи“. Године 1806, Хемфри Рептон, водећи дизајнер баште тог времена, рекао је да је „холандски стил“ трајао пола века од доласка Вилијама III 1689. године, да би га заменио „енглески стил“ Ланселота Брауна „да би обновио тло до свог првобитног облика“.

## Холандски врт
Мали, ограђени Врт Холандије, који су браниле Холанђанке и Белгијски лав (Ниске земље), био је, а донекле и даље, популарна патриотска метафора за независност Холандије, први пут виђена крајем 16. века. Повлачи се од средњовековног Hortus conclusus-а. Многи отисци и облици декоративне уметности га приказују, од којих су неки интересантни из угла историје баште. 
- Холанђанка у врту, 1563, Филип Гале

## Флора
Уобичајено цвеће у холандској башти су:
- Лале
- Анемоне (Сасе)
- Кала Лили
- Нарцис
- Руже
- Висибабе
- Крокуси

## Вртови вредни пажње у Холандији
Неке значајне јавне холандске баште су:
- Кеукенхоф
- Принсентуин (Гронинген) углавном формална башта за палате из 18. века
- Вртови замка Арцен
- Вртови замка Оуд-Валкенбург
- Вестбури Корт Гарден